# Dynamenella sheareri
Dynamenella sheareri is een pissebed uit de familie Sphaeromatidae. De wetenschappelijke naam van de soort is voor het eerst geldig gepubliceerd in 1947 door Hatch.